# Pyrimethanil
Pyrimethanil ist eine chemische Verbindung aus der Gruppe der Anilinopyrimidine. Sie gehört zu den AP-Fungiziden, die über die Hemmung der Methionin-Synthase wirken.

## Gewinnung und Darstellung
Pyrimethanil kann durch Reaktion von 4,6-Dimethyl-2-methyl-sulfonylpyrimidin mit Formanilid und Salzsäure gewonnen werden.

## Zulassung
Die EU-Kommission entschied 2006, Pyrimethanil für Anwendungen als Fungizid in die Liste der für Pflanzenschutzmittel zulässigen Wirkstoffe aufzunehmen. Die herstellungsbedingte Verunreinigung von Pyrimethanil mit Cyanamid wurde als bedenklich eingestuft, der Cyanamid-Gehalt darf 0,5 g/kg nicht überschreiten.
In Deutschland, Österreich und der Schweiz sind Pflanzenschutzmittel mit diesem Wirkstoff zugelassen.